# 乔舒亚·福尔
乔舒亚·福尔（英語：Joshua Foer，1982年09月23日—）是一位美国自由職業记者和作家，以科学为主要写作主题，作品有《与爱因斯坦月球漫步：三步唤醒你的惊人记忆力》（Moonwalking with Einstein: The Art and Science of Remembering Everything，2011）等，2012年2月参加了TED大会演讲。